# 대학토론배틀
《대학토론배틀》은 2010년부터 2017년까지 tvN에서 방송된 대학생 토론 대결 프로그램이다.

## 심사위원
- 이어령 (3)
- 진중권 (3)
- 강용석 (3, 5)
- 김홍탁 (3)
- 김영세 (3)
- 이준석 (3)
- 정영오 (3)
- 박신영 (3)
- 박순애 (3)
- 김홍신 (5)
- 임윤선 (5, S)
- 정관용 (6)
- 나승연 (6)
- 조승연 (6, 7)
- 강신주 (7)
- 조주희 (7)
- 장강명 (S)
- 신기주 (S)
- 서경덕 (S)
- 이수련 (S)